# Одрено
Одрено (мкд. Одрено) је насеље у Северној Македонији, у североисточном делу државе. Одрено је у оквиру општине Ранковце.

## Географија
Одрено је смештено у североисточном делу Северне Македоније. Од најближег града, Куманова, село је удаљено 30 km источно.
Село Одрено се налази у историјској области Славиште. Насеље је положено у долини Криве реке (тзв. Славишко поље), на приближно 470 метара надморске висине.
Месна клима је умерено континентална.

## Становништво
Одрено је према последњем попису из 2002. године имало 131 становника. Од тога огромну већину чине етнички Македонци (99%).
Претежна вероисповест месног становништва је православље.